# Takeshi Kaneshiro
Takeshi Kaneshiro (jap. 金城武 Kaneshiro Takeshi; ur. 11 października 1973 w Tajpej) – aktor filmowy i telewizyjny, piosenkarz. W wieku 18 lat rozpoczął naukę w amerykańskiej szkole. Karierę filmową rozpoczął w 1993 roku.

## Filmografia
- 1988: Tian xia (ang. Storm Riders) (serial telewizyjny) (głos)
- 1993: Atomowe amazonki (Xian dai hao xia zhuan, ang. Executioners) jako Chong Hon/Coda
- 1994: Ren yu chuan shuo (ang. Mermaid Got Married) jako Kenji
- 1994: Chen mo de gu niang (ang. The Wrath of Silence) jako dr Patrick Ko
- 1994: Chungking Express (Chung Hing sam lam, ang. Chung King Express) jako He Zhiwu, policjant 223
- 1994: Bao gao ban zhang 3 (ang. No Sir)
- 1995: Zhong Guo long (ang. China Dragon)
- 1995: Xue xiao ba wang (ang. School Days)
- 1995: La bi xiao xiao sheng (ang. Trouble Maker) jako A Miu
- 1995: Xin za shi xiong zhu nu zi (ang. Young Policemen in Love)
- 1995: Mou mian bei (ang. Don’t Give a Damn) jako Tang Chuen-Shek
- 1995: Upadłe anioły (Duo luo tian shi, ang. Fallen Angels) jako He Zhiwu
- 1995: Seiya no kiseki jako pan Bell
- 1996: Zhong qing ai qing gan jue (ang. Feeling of Love) jako Hing
- 1996: Sei goh bat ping faan dik siu nin (ang. Forever Friends)
- 1996: Poszukiwacze świętej księgi (Mo him wong, ang. Dr. Wai in 'The Scripture with No Words') jako Shing
- 1996: Tin aai hoi gok (ang. Lost and Found) jako pan Worm
- 1996: Misty jako Takehiro
- 1997: Liang ge zhi neng huo yi ge (ang. The Odd One Dies) jako Mo
- 1997: Huo shao dao zhi heng hang Ba dao (ang. The Jail in Burning Island) jako młody Chung
- 1997: Choh chin luen hau dik yi yan sai gaai (ang. First Love: The Litter on the Breeze)
- 1997: Ma Wing Jing (ang. Hero) jako Ma Wing Jing
- 1997: Miejskie torpedy (San tau dip ying, ang. Downtown Torpedoes) jako Jackal
- 1998: Kamisama mousukoshi dake (ang. God, Give Me More Time) (serial telewizyjny) jako Keigo Ishikawa
- 1998: Too Tired to Die jako Kenji
- 1998: Ngon na ma dak lin na (ang. Anna Magdalena) jako Chan Kar-fu
- 1998: Fuyajo (ang. Sleepless Town) jako Kenichi Ryuu
- 1999: Pokusy serca (Sam dung, ang. Tempting Heart) jako Ho-jun
- 2000: Fan yi cho (ang. Lavender) jako anioł
- 2000: 2000-nen no koi (serial telewizyjny) jako zabójca
- 2000: Supêsutoraberâzu (ang. Space Travelers) jako Nishiyama
- 2002: Gôruden bouru (ang. Golden Bowl) (serial telewizyjny) jako Shu Akutagawa
- 2002: Returner: Amazonka czasu (Ritana, ang. Returner) jako Miyamoto
- 2003: Heung joh chow heung yau chow (ang. Turn Left, Turn Right) jako John Liu
- 2004: Dom latających sztyletów (Shi mian mai fu, ang. House of Flying Daggers) jako Jin
- 2005: Ru guo · Ai (ang. Perhaps Love) jako Lin Jian-dong/Zhang Yang
- 2006: Bolesna spowiedź (Seung sing, ang. Confession of Pain) jako detektyw Yau Kin Bong
- 2007: Władcy wojny (Tau ming chong, ang. The Warlords) jako Zhang Wen-Xiang
- 2008: Suwîto rein: Shinigami no seido (ang. Sweet Rain) jako Chiba
- 2008: Trzy królestwa (Chi bi, ang. Red Cliff) jako Zhuge Liang
- 2008: K-20: Kaijin niju menso den (ang. K-20: Legend of the Mask) jako Heikichi Endo

## Gry komputerowe
- 2000: Onimusha: Warlords (głos w wersji japońskiej) jako Samanosuke Akechi
- 2003: Onimusha 3: Demon Siege (głos w wersji japońskiej) jako Samanosuke Akechi